# Lê Thanh Đạo
Lê Thanh Đạo (sinh năm 1944) chính khách Việt Nam, nguyên Viện trưởng Viện kiểm sát nhân dân tối cao, Ủy viên Ban Chấp hành Trung ương Đảng Cộng sản Việt Nam khóa VII, từng là một phi công lái MiG-21 của Trung đoàn Tiêm kích 927 không quân Nhân dân Việt Nam. Ông là một phi công "ách" trong Chiến tranh Việt Nam với 6 máy bay tiêu diệt được.
Ông quê xã Thụy Phương, huyện Từ Liêm, thành phố Hà Nội.

## Tham gia lực lượng không quân
Năm 1965, ông được cử đi học lái máy bay ở Liên Xô. Năm 1968, ông hoàn thành nhiệm vụ học tập trở về nước tham gia chiến đấu trong Trung đoàn Không quân Tiêm kích 921 (Sao Đỏ). Năm 1973, ông được Nhà nước phong tặng danh hiệu Anh hùng lực lượng vũ trang nhân dân.
Những máy bay đối phương sau đây được Không quân nhân dân Việt Nam xác nhận do ông bắn hạ:
- 18 tháng 12 năm 1971, một F-4D Không quân Hoa Kỳ (KQHK) (số đăng ký 06-241, phi đội máy bay chiến thuật 555, phi công Johnson, sĩ quan hệ thống vũ khí Vaughan).
- 10 tháng 5 năm 1972, một USN F-4J (phi công Blackburn, RIO Rudloff).[4]
- 24 tháng 7 năm 1972, một F-4 KQHK.
- 11 tháng 9 năm 1972, một F-4E KQHK (phi công Ratzlaff, sĩ quan hệ thống vũ khí Heeren).

## Tham gia chính trường
Sau khi giải ngũ, ông tham gia công tác chính quyền, đã giữ các chức vụ: Bí thư thứ hai Ban Chấp hành Trung ương Đoàn khóa IV, khóa V; Ủy viên Ủy ban Thường vụ Quốc hội (1975), Ủy viên Hội đồng Nhà nước; Chủ nhiệm Ủy ban Thanh niên, Thiếu niên và Nhi đồng của Quốc hội (từ 28-6-1982, thay Vũ Quang), Phó Viện trưởng Viện kiểm sát nhân dân tối cao (1987 - 1992), Viện trưởng Viện kiểm sát nhân dân tối cao (1992 - 4-11-1996), Ủy viên Ban Chấp hành Trung ương Đảng Cộng sản Việt Nam khóa VII (1994), Phó ban Dân vận Trung ương.